# Надя Ножарова
Надя Матеева Ножарова, също графиня Надя де Наваро Фарбър е българска оперетна певица и актриса, американски предприемач, филантроп и испанска графиня.

## Биография

### Ранни години
Надя Матеева Ножарова е българска оперетна певица и актриса, голяма красавица,  меценат и дарител.
Родена е в Плевен на 12 ноември 1916 г. в семейството на Матея Ножаров родом от Сопот и Гина Василева Шахпазова родом от Карлово. Завършва Американското девическо училище в Ловеч. Нейната сестра Павлина Ножарова става известен лекар с  принос в лицевата пластична хирургия. Губят своята майка Гина през 1929 г., когато са в тинейджърска възраст и биват отгледани от баща им Матея Ножаров.
Майката Гина е родена в Карлово в семейството на Васил Шахпазов и Христина Василева. След смъртта на бащата на Гина Христина се омъжва за заможен производител и търговец на платове и гайтани Кирил Генчов Лесев от Пирдоп. По-малките братя на Гина са осиновени и продължават да носят името Лесеви. Семейството има общо 12 деца заварени, доведени и природени.
Бащата Матея Ножаров, заедно с Коста Минков и техен приятел, изработват прожекционен апарат. Минков и Ножаров откриват първото кино в гр. Русе "Биоскоп", което се е намирало на ул. "Александър I" номер 62. Но нямат достатъчно разнообразен репертоар и го закриват. Впоследствие през 1911 г. наемат един от складовете на тютюневата фабрика "Независима България" и откриват кино "Сплендид", което е унищожено в пожар. През 1912 г. Ножаров и съпругата му - Гина Ножарова наемат салона на  ресторант "Фишер" в Русе и откриват кино "Аполо". В построения по-късно специален салон Ножаров е оператор, а съпругата му - касиер.
Впоследствие семейството се премества в гр. Плевен и бащата се занимава с търговия на електроматериали. През 1959 г. Матея Ножаров заминава при своята дъщеря Надя в Ню Йорк, където и умира.

### Бракове
Надя се омъжва за Ангел Сладкаров, един от основателите на оперетата в България, от когото актрисата ражда дъщеря си Евгения. През 1940 г. се развежда и се жени  за аристократа граф Наваро, испански благородник и дипломат във Ватикана. Те живеят до 1949 г. в Монте Карло до неговата смърт. Същата година Надя заминава за Ню Йорк, за да започне нов живот. Запознава се със Сид Фарбър, който тъкмо започва строителен бизнес. Двамата се женят през 1958 г. и се установяват в Брукхейвън, Лонг Айлънд. Той умира през 1985 г. и Надя се омъжва за Юрий Фарбър.

### Живот зад граница
След като напуска България след 1940 г. Надя се завръща само веднъж през 1962 г. За завръщането ѝ се носят легенди, които в голямата си част са градска измислица. Тя наистина предизвиква небивал интерес и хората се тълпят, за да я видят. Отсяда в дома на своята близка приятелка примабалерината Надя Борозанова (съпруга на Борис Борозанов) и присъства на представление в операта. Нейният живот е изпълнен с предизвикателства, като че излезли от филм, дори и когато напуска Монте Карло след убийството на граф де Наваро през 1949 и шофира сама със своята дъщеря, за да достигне демаркационната зона и да замине за Ню Йорк.
Единственото интервю с нея от български журналисти е проведено от екип на Александър Авджиев през 1992 г. в прочутата Розова къща в Бел Тер. За съжаление в архива на българската национална телевизия не се пази запис от него.
През целия си живот тя пътува много и притежава забележителни имоти като апартамент на Central Park South, жилища във Франция и Монте Карло. Но една от най-големите забележителности е замък в мавритански стил в Сейнт Кроа, Американските Вирджински острови, който тя проектира сама и обича да прекарва там по четири месеца всяка година.

### Смърт
Надя Ножарова умира на 18 април 2014 г. на Лонг Айлънд. Оставя съпруг Юрий, дъщеря Евгения и трима внуци.

## Кариера
Надя започва кариерата си като оперетна певица едва на 18 години в Плевен в оперетния театър "Ангел Сладкаров".
Играе на сцените на театрите „Одеон“, „България“ и „Корпоративен театър“. Огромен е успехът й в "Продадена любов"-музика Йосиф Цанков, либрето  Петър Увалиев. Оперетата е играна през 1937 г. в театър"Одеон". Заминава да следва пеене в Германия. През 1942 г. участва в първия български филм „Изпитание“, който е съвместна продукция между България и Унгария. В него играе заедно с колоси като Иван Димов, Кръстьо Сарафов, Лили Попиванова.
Впоследствие заедно със съпруга си Сидни Фарбър развиват мащабен строителен бизнес: построяват  повече от 30 000 жилища на Лонг Айлънд. След като губи съпруга си, Надя застава начело на Sid Farber Enterprises, която притежава търговски и жилищни имоти в Лонг Айлънд.

## Благотворителност
През целия си живот Надя участва в множество благотворителни и хуманитарни инициативи, като подпомага редица благотворителни и хуманитарни организации по целия свят. Работи активно със Службата за имиграция в САЩ, Еврейското дружество за подпомагане на имигрантите (HIAS) и Фондация за подпомагане на имигранти от Венецуела. Подпомага дружеството на Червения кръст в Монако, Американската болница в Париж, болница „Принцеса Грейс“ в Монте Карло, сиропиталище за момчета в Атина и детско сиропиталище във Венеция и др. За активната си благотворителна дейност получава многобройни отличия и награди.
През 1990 г. графинята получава наградата "Теодор Рузвелт" за дарение от 1 милион долара в памет на покойния си съпруг. „Двете неща, които трябва да подкрепим най-много, за да може нашата общност да процъфтява, са нашите училища и нашите болници. Без болниците ние сме семейство без дом“, казва тя по повода. На 15 декември 1991 г. четвъртото голямо разширение на болницата John T. Mather Memorial е завършено с откриването на ново крило за спешни случаи, благодарение на графиня Де Наваро-Фарбър.
Сред многото отличия, които графинята получава, са Медала на честта на остров Елис през 1996 г. (споделен с губернатора Патаки); специално признание от Конгреса на САЩ през 1998 г.; златен медал от Френската академия за изкуства, науки и литература Académie des Beaux-Arts и сребърен медал от град Париж. Тя също е въведена в Малтийския орден, Ордена на St. Sepulchre и Ордена на Св. Сава от крал Петър от Югославия.

## Меценатство
В допълнение към хуманитарните си интереси, тя е проницателен и страстен ценител на изкуствата. Скоро след като се омъжва за Сид Фарбър, двойката слага началото на своята колекция от произведения на изкуството, в която ясно се личат предпочитанията им към Италианския висок ренесанс и постимпресионистичните периоди. Тяхната колекция е изложена в кралския дворец в Милано в продължение на два месеца под заглавието "Arte Europea da una Collezione Americana" през 1964 г. Шедьовърът от нейната колекция е The Madonna of the Violets на Марко д'Оджоно, включена в историческата изложба Леонардо да Винчи: Художник в двора на Милано в Националната галерия, Лондон, през 2011-2012 г. В нейната колекция са били още творби на Сандро Ботичели /The Madonna adoring the Christ Child with the young Saint John the Baptist/, Асен Пейков, Пабло Пикасо и др.
През 1989 г в нейния дом в Belle Terre или т.нар. Розовата къща се снима филмът She Devil с Мерил Стрийп. За съжаление сградата е разрушена след нейната смърт, въпреки че е местна забележителност.
Стилът й е цветен и шармантен, като графинята е изключително суетна през целият си живот и винаги отказва да посочи възрастта си и затова много се съмняват за възрастта й.
Почива на 18 април 2014 г. в Ню Йорк на 97г. възраст.

## Галерия
- Снимки на Надя Ножарова от 1942 г. Източник: ДА „Архиви“

- Снимки на Надя Ножарова от снимачния процес на филма „Изпитание“ от 1942 г. Източник: ДА „Архиви“